# Hăsnășenii Noi
Hăsnăşenii Noi es una comuna y localidad de Moldavia en el distrito (raión) de Drochia.

## Geografía
Se encuentra a una altitud de 162 m s. n. m. a 146 km de la capital nacional, Chisináu.

## Demografía
En el censo 2014 el total de población de la localidad fue de 1 620 habitantes.